# Liga dos Campeões Feminina da WSE de 2022–23
A Liga dos Campeões Feminina da WSE de 2022–23 foi a 17ª edição da principal competição europeia de clubes de Hóquei em Patins feminino, a 1ª sob a designação de Liga dos Campeões da WSE, sua organizadora.
O CP Gijón conquistou o seu 6º título na final-four realizada em Lisboa.

## Formato
A fase principal é constituída por 4 grupos de 3 equipas cada, disputada num sistema todos contra todos a duas mãos. As oito melhores equipas (primeiro e segundo de cada grupo) apuram-se para os quartos de final. Os vencedores disputam a tradicional final-four.
No lote das equipas participantes estrearam-se Clube Académico da Feira, de Portugal, e HC Deportivo Liceo, a primeira equipa feminina galega a participar em competições europeias.

## Fase de Grupos
A fase de grupos foi disputada entre 7 de janeiro e 18 de março de 2023. As duas equipas mais bem classificadas de cada grupo apuraram-se para os quartos de final.

### Grupo A
| Pos | Equipe             | Pts | J | V | E | D | GP | GC | SG  | Classificado     |  | PAL | VIL | FEI  |
| --- | ------------------ | --- | - | - | - | - | -- | -- | --- | ---------------- |  | --- | --- | ---- |
| 1   | Palau i Plegamans  | 8   | 4 | 2 | 2 | 0 | 19 | 6  | +13 | Quartos de final |  | —   | 2–2 | 12–1 |
| 2   | Vila-Sana          | 8   | 4 | 2 | 2 | 0 | 14 | 9  | +5  | Quartos de final |  | 1–1 | —   | 5–2  |
| 3   | Académico da Feira | 0   | 4 | 0 | 0 | 4 | 9  | 27 | −18 |                  |  | 2–4 | 4–6 | —    |

### Grupo B
| Pos | Equipe            | Pts | J | V | E | D | GP | GC | SG  | Classificado     |  | MAN | LIC | NOI  |
| --- | ----------------- | --- | - | - | - | - | -- | -- | --- | ---------------- |  | --- | --- | ---- |
| 1   | CP Manlleu        | 9   | 4 | 3 | 0 | 1 | 25 | 5  | +20 | Quartos de final |  | —   | 1–3 | 13–0 |
| 2   | HC Liceo          | 9   | 4 | 3 | 0 | 1 | 15 | 6  | +9  | Quartos de final |  | 1–3 | —   | 7–2  |
| 3   | CS Noisy Le Grand | 0   | 4 | 0 | 0 | 4 | 3  | 32 | −29 |                  |  | 1–8 | 0–4 | —    |

### Grupo C
| Pos | Equipe     | Pts | J | V | E | D | GP | GC | SG  | Classificado     |  | GIJ  | VAL | COU |
| --- | ---------- | --- | - | - | - | - | -- | -- | --- | ---------------- |  | ---- | --- | --- |
| 1   | CP Gijón   | 12  | 4 | 4 | 0 | 0 | 33 | 3  | +30 | Quartos de final |  | —    | 9–0 | 7–3 |
| 2   | Valdagno   | 3   | 4 | 1 | 0 | 3 | 10 | 27 | −17 | Quartos de final |  | 0–11 | —   | 3–4 |
| 3   | US Coutras | 3   | 4 | 1 | 0 | 3 | 10 | 23 | −13 |                  |  | 0–6  | 3–7 | —   |

### Grupo D
| Pos | Equipe     | Pts | J | V | E | D | GP | GC | SG  | Classificado     |  | BEN  | CER | NAN  |
| --- | ---------- | --- | - | - | - | - | -- | -- | --- | ---------------- |  | ---- | --- | ---- |
| 1   | SL Benfica | 12  | 4 | 4 | 0 | 0 | 36 | 5  | +31 | Quartos de final |  | —    | 8–2 | 10–1 |
| 2   | Cerdanyola | 6   | 4 | 2 | 0 | 2 | 21 | 15 | +6  | Quartos de final |  | 2–6  | —   | 10–0 |
| 3   | Nantes     | 0   | 4 | 0 | 0 | 4 | 2  | 39 | −37 |                  |  | 0–12 | 1–7 | —    |

### Quartos de final
O alinhamento dos quartos de final foi pré definido pela World Skate Europe.  Os jogos foram disputados a 1 e 15 de abril de 2023.
| Equipe 1   | Total | Equipe 2          | 1.º jogo | 2.º jogo |
| ---------- | ----- | ----------------- | -------- | -------- |
| HC Liceo   | 1—8   | Palau i Plegamans | 1–3      | 0–5      |
| Cerdanyola | 4—14  | CP Gijón          | 1–7      | 3–7      |
| Vila-Sana  | 6—5   | CP Manlleu        | 3–2      | 3–3      |
| Valdagno   | 4—22  | SL Benfica        | 4–9      | 0–13     |

## Final four
A Final four realizou-se a 29 e 30 de abril de 2023 em Lisboa.
|  | Meias-Finais      | Meias-Finais      | Meias-Finais |           |          | Final    | Final | Final |  |
|  |                   |                   |              |           |          |          |       |       |  |
|  | CP Gijón          | CP Gijón          | 6            |           |          |          |       |       |  |
|  | CP Gijón          | CP Gijón          | 6            |           |          |          |       |       |  |
|  | Palau i Plegamans | Palau i Plegamans | 3            |           |          |          |       |       |  |
|  | Palau i Plegamans | Palau i Plegamans | 3            |           | CP Gijón | CP Gijón | 6     |       |  |
|  |                   |                   |              |           | CP Gijón | CP Gijón | 6     |       |  |
|  |                   |                   | Vila-Sana    | Vila-Sana | 1        |          |       |       |  |
|  | Vila-Sana         | Vila-Sana         | Vila-Sana    | Vila-Sana | 1        | 3        |       |       |  |
|  | Vila-Sana         | Vila-Sana         |              |           |          |          |       |       |  |
|  | SL Benfica        | SL Benfica        | 2            |           |          |          |       |       |  |

## Ligações Externas
- WSEurope
- HoqueiPT